# ستیغ‌دندانان
ستیغ‌دندانان (نام علمی: Coryphodontidae) نام یک تیره از زیرراسته همه‌دندانان است.